# Адмирал Лазарев (атомный крейсер)
«Адмирал Лазарев» — советский тяжёлый атомный ракетный крейсер (ТАРКР). Второй из 4-х ТАРКР, построенных на Балтийском заводе по проекту 1144.2 «Орлан». Списан, на утилизации с 2021 года.

## Строительство
Заложен на Балтийском заводе по модернизированному проекту 1144.2. Имя при закладке — «Фрунзе». Был спущен на воду 26 мая 1981 года.

## Служба
Вступил в строй Тихоокеанского флота 31 октября 1984 года.
С 21 августа по 22 ноября 1985 года совершил переход из Североморска во Владивосток, произведя деловые заходы в Луанду (Ангола), Аден (Южный Йемен) и в порты Вьетнама.
До сентября 1987 года командиром корабля был капитан 1-го ранга Евгений Григорьевич Здесенко. Он пользовался огромным уважением как военного руководства, так и личного состава. В момент перевода Е. Г. Здесенко и его схода с корабля, вопреки запрету нового командования, были приведены в действие все существующие звуковые устройства, а также большая часть механически вращающихся антенн. Весь личный состав срочной службы вышел на левый борт и прощался со своим командиром.
Новым командиром корабля был назначен капитан 1-го ранга М. Щербаков.
22 апреля 1992 года ТАРКР «Фрунзе» переименован в «Адмирал Лазарев».
В 1990-х годах корабль был небоеспособен, вследствие чего его законсервировали и вывели из боевого состава флота, оставив на хранении в бухте Абрек.
В 1999 году в связи с отсутствием средств на ремонт его готовили к утилизации. К июню 2000 года были найдены небольшие средства для поддержания корабля в законсервированном состоянии, но для прохождения полного ремонта на региональных судоремонтных предприятиях в то время требовалось от 2 до 7 млрд рублей.
6 декабря 2002 года на законсервированном крейсере стоящем в Фокино возник пожар — загорелся один из нежилых кубриков. Спустя четыре часа огонь был локализован и потушен.
В 2004 году корабль поставлен в центр судоремонта «Звезда» в городе Большой Камень, где были выгружены атомные энергетические установки и продлён срок нахождения корабля в законсервированном состоянии. В 2005 году корабль вернулся на отстой в Залив Стрелок.
В связи с невозможностью осуществления перезагрузки активной зоны реактора в ЦС «Звезда» предназначался для утилизации. Косвенно это подтверждается планами по передаче Тихоокеанскому флоту крейсера «Адмирал Нахимов» после завершения его ремонта. Однако, по сообщениям прессы, появившимся в 2011 году, модернизация крейсера всё-таки планируется.

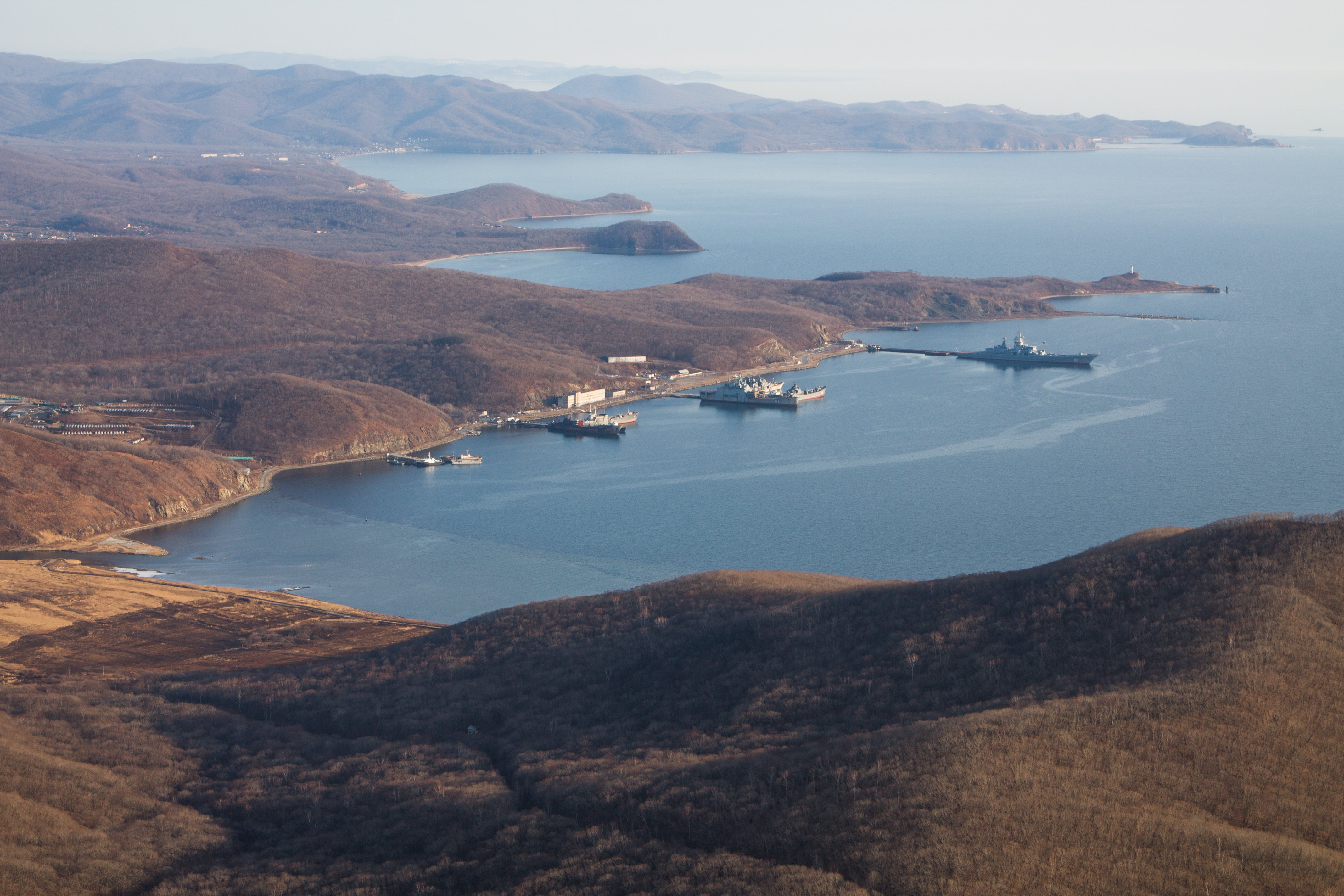
«Адмирал Лазарев» с бортовым № 015 в бухте Абрек, 2014 год

По состоянию на 17 декабря 2014 года корабелы 30-го судоремонтного завода Тихоокеанского флота завершили очередной доковый ремонт атомного ракетного крейсера «Адмирал Лазарев».
В 2015 году появилась новость, что корабль возможно в 2016 году будет утилизирован.
По состоянию на ноябрь 2016 года дальнейшая судьба корабля не определена. Вопрос находится в компетенции главного командования ВМФ.
18 апреля 2019 года «Известия» со ссылкой на источники в министерстве обороны сообщили что крейсер планируется утилизировать до 2021 года.
Решение о модернизации тяжёлого атомного ракетного крейсера Тихоокеанского флота «Адмирал Лазарев» проекта 1144.2 шифр «Орлан» не было принято из-за отсутствия средств на эти работы, хотя утилизацию специалисты считали нецелесообразной.
18 февраля 2021 года СМИ со ссылкой на материалы портала госзакупок сообщили о контракте с 30-м судоремонтным заводом на утилизацию крейсера.
30 апреля 2021 года крейсер «Адмирал Лазарев» прибыл на 30-й судоремонтный завод в посёлке Дунай для утилизации.

## Изображения

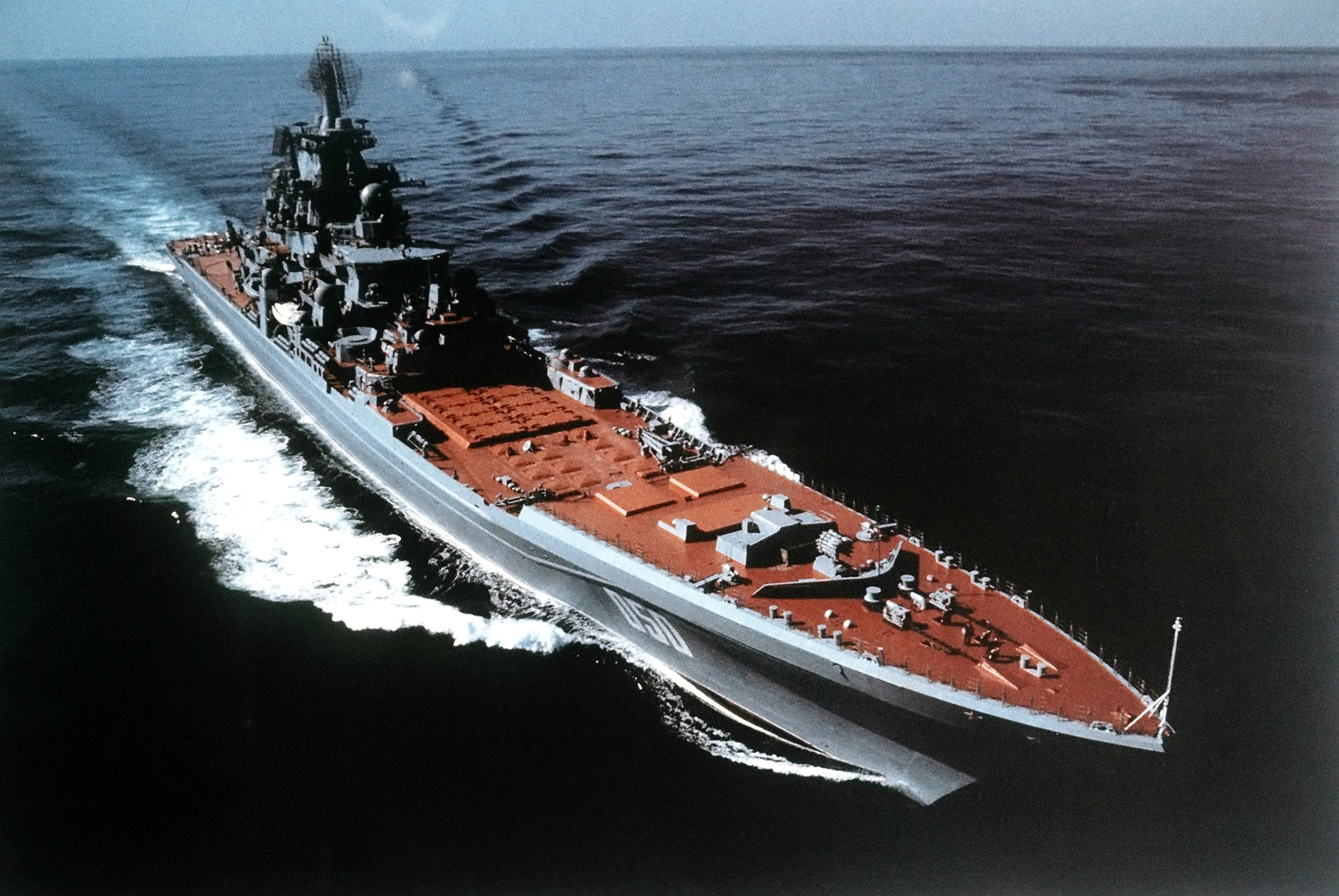
Крейсер в 1986 году.
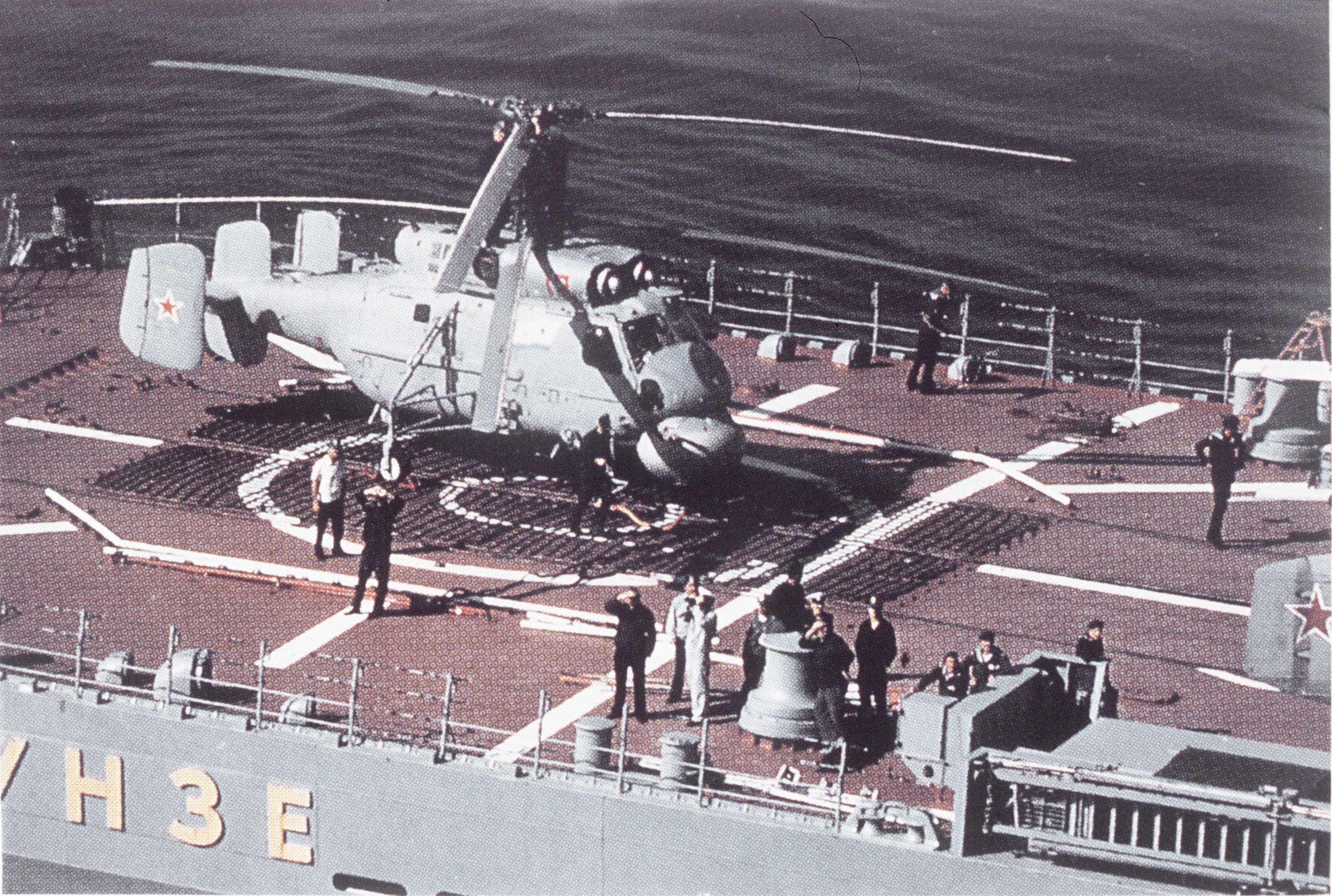
Вертолёт Ка-25 на лётной площадке ТАРК «Фрунзе». (Иллюстрация из ежегодника «Soviet Military Power» за 1987 год)
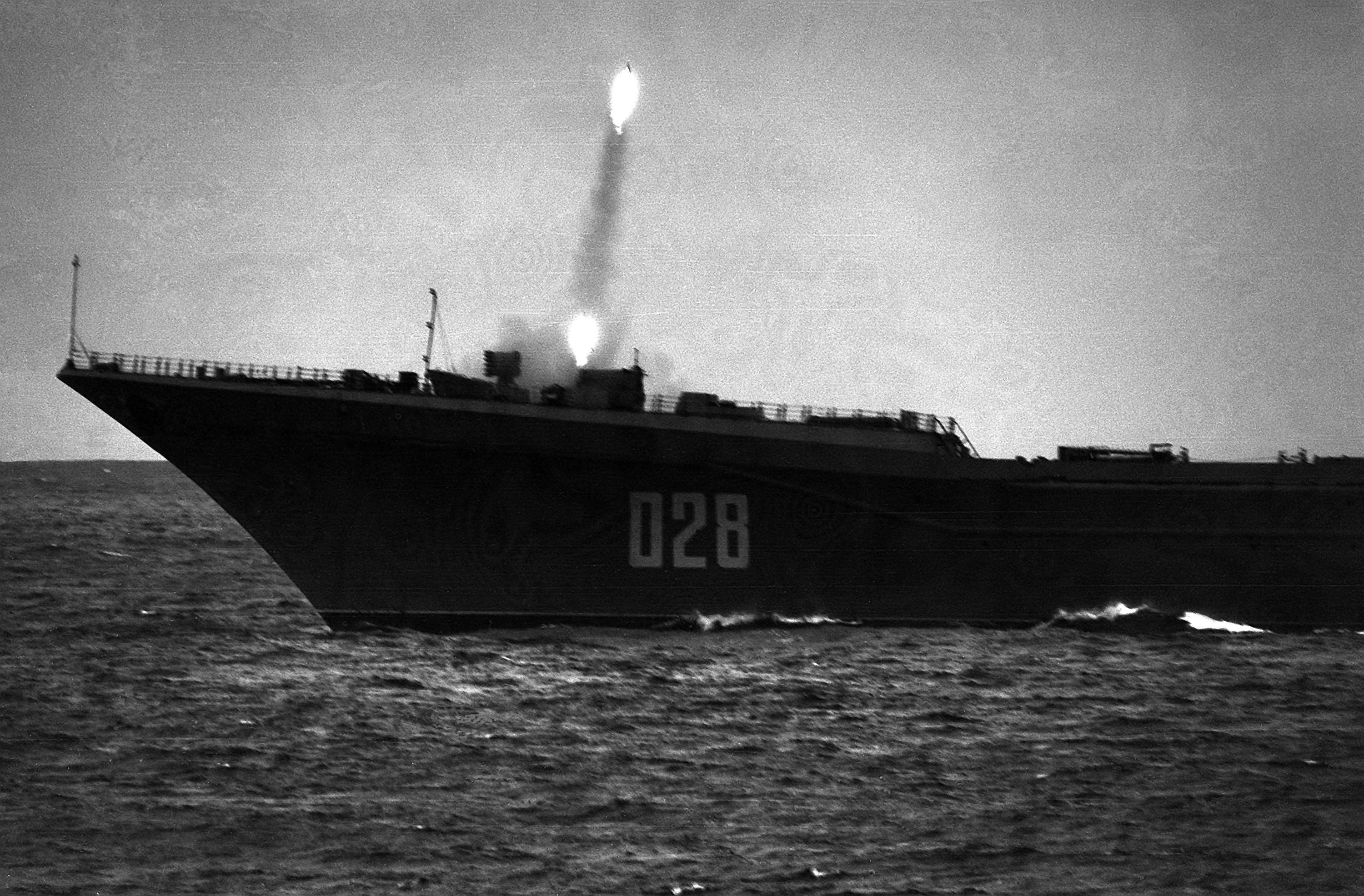
Учебный пуск ракеты
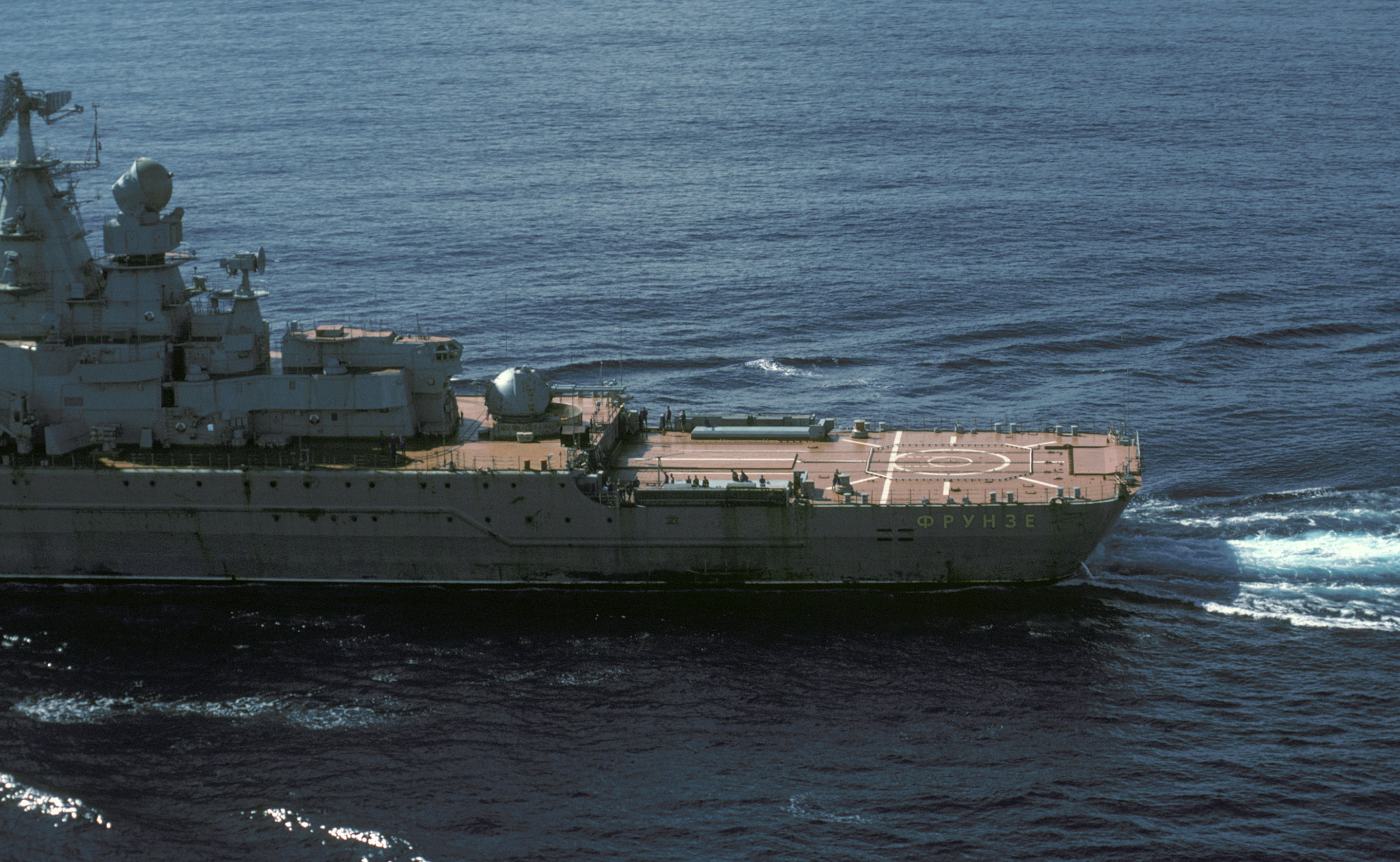
Кормовая часть ТАРКР «Фрунзе»